# Bernardete Costa
Bernardete Costa (Esposende, 1949) es una escritora portuguesa.
Bernardete Costa es una escritora que aunque nació en Esposende, fue registrada en Barcelos, donde residió durante 34 años.
En 1975, obtuvo su licenciatura en la entonces "Escuela del Magisterio Primario", Braga. Enseñó en Barcelos y en Vila Nova de Famalicão, y allí precisamente fijó residencia cerca de 25 años.
Su gusto por la escritura le llevó a publicar en los artículos de opinión de la prensa local, crónicas, cuentos y poesía.
En 2000, con el sello editorial de Campo das Letras, publica "A Guardadora de Ausências: poemas", obra de coautoría y prefaciada por el profesor Dr. Urbano Tavares Rodrigues. A eso seguiría con la misma editorial, su poemario "Lugares do tempo", que obtuvo el premio literario de la Cámara de Barcelos, y luego "Insubmissão dos Afectos".
El contacto con sus alumnos, la incentivó a escribir para el público infantil: poesía en "Cerejas aos Molhos" y cuentos en "O doce Canto da sereia e outras histórias". Le sucedió, ahora, por la editorial Atelier das Letras "Transpira-ção: poemas para a juventude", con la presentación del escritor conceptual Valter Hugo Mãe. Ya en 2011, y nuevamente para la infancia, publica poesía "A casa sol e o telhado poema", también por la misma editora.
Posee publicaciones que tenía dispersa, en el blog http://bernardetecosta.blogs.sapo.pt/.
Retornó a su lugar de origen, y decidió residir en la ciudad que la vio nacer, Esposende.

## Otras publicaciones
- 2001. Os lugares do tempo: poesia. Vol. 16 de Colecção Instantes de leitura. Editor Campo das Letras, 74 pp. ISBN 9726103746, ISBN 9789726103745.